# Atacul asupra navelor Prince of Wales și Repulse
Scufundarea navelor Prince of Wales și Repulse a fost un angajament naval în Al Doilea Război Mondial, ca parte a războiului din Pacific. A avut loc la 10 decembrie 1941 în Marea Chinei de Sud, în largul coastei de est a coloniilor britanice din Malaya (Malaezia de astăzi) și Așezările Strâmtorii (azi Singapore și orașele sale de coastă), la 110 kilometri est de Kuantan, Pahang. Cuirasatul Royal Navy HMS Prince of Wales⁠(en)[traduceți] și crucișătorul HMS Repulse⁠(en)[traduceți] au fost scufundate de bombardiere terestre și torpiloare ale Marinei Imperiale Japoneze. În Japonia, lupta a fost denumită Bătălia Navală din Malaya (マレー沖海戦 Marē-oki kaisen?).
Obiectivul grupului Force Z, care consta dintr-un cuirasat, un crucișător de luptă și patru distrugătoare, a fost să intercepteze flota de invazie japoneză în Marea Chinei de Sud, la nord de Malaya. Grupul operativ a navigat fără sprijin aerian. Deși britanicii au avut o întâlnire strânsă cu unitățile grele de suprafață japoneze, forța nu a reușit să găsească și să distrugă convoiul principal. La întoarcerea lor în Singapore, au fost atacați în ape deschise și scufundați de bombardiere cu torpile cu rază lungă de acțiune. Comandantul Force Z, amiralul Sir Tom Phillips, a ordonat să se mențină tăcerea radio și o alertă nu a fost trimisă (de către Repulse) decât la o oră după primul atac japonez.
După atacul de la Pearl Harbor efectuat cu doar trei zile mai devreme, angajamentul din Malaya a ilustrat eficiența atacurilor aeriene chiar și împotriva celor mai grele mijloace navale, dacă acestea nu au acoperire aeriană. Acest lucru a crescut importanța pentru aliați a celor trei portavioane ale Marinei Statelor Unite din Pacific: USS Enterprise, Lexington⁠(en)[traduceți] și Saratoga.
Scufundarea celor două nave a slăbit grav Flota de Est Britanică din Singapore și flota japoneză a fost atacată doar de submarine până la Bătălia de la Endau din 27 ianuarie 1942. Singapore însuși va cădea în mâinile japonezilor o lună mai târziu, pe 15 februarie, ceea ce a dus la cea mai mare capitulare din istoria Marii Britanii.